# Martina Hesse
Martina Hesse (* 1977 in Meran) ist eine deutsche Schauspielerin und Sprecherin.

## Leben
Martina Hesse absolvierte von 1998 bis 2002 ihre Schauspielausbildung an der Hochschule für Musik und Theater „Felix Mendelssohn Bartholdy“ in Leipzig. Danach arbeitete sie schwerpunktmäßig als Theaterschauspielerin, u. a. Stücke der Antike, Dramen von William Shakespeare, die deutschsprachigen Autoren der Klassik und Romantik sowie Stücke der Jahrhundertwende, der Moderne und des zeitgenössischen Theaters.
Nachdem sie erste Erfahrungen am Theater Chemnitz gesammelt hatte, war sie von 2002 bis 2006 Ensemblemitglied des Deutschen Theaters in Göttingen. Anschließend arbeitete sie am Theater Bielefeld und war in der Folge freischaffend in unterschiedlichen Konstellationen tätig. Sie tritt regelmäßig in Theaterproduktionen des Theaters M21, des boatpeopleprojekts sowie zeitweise mit dem Performance-Kollektiv She She Pop auf. 
Martina Hesse wirkt in Hörspielproduktionen mit und arbeitet als Synchronsprecherin.

## Filmografie
- 2011: Cibrâil
- 2016: Tatort: Es lebe der Tod

## Bücher
- Martina Hesse, Ute Hamelmann: Unsere Zeit ist Jetzt. 1. Auflage. Murmann Verlag, 2021, ISBN 978-3-86774-680-9 (240 Seiten, geb.).